# Blackhall Railway Viaduct
Der Blackhall Railway Viaduct ist eine Bogenbrücke in der schottischen Stadt Paisley in der Council Area Renfrewshire. Sie führt über das White Cart Water. 1985 wurde das Bauwerk in die schottischen Denkmallisten zunächst in die Kategorie B aufgenommen. 1986 erfolgte dann die Hochstufung in die höchste Kategorie A.

## Geschichte
Der Bau des Blackhall Railway Viaducts wurde im Jahre 1806 begonnen. Ursprünglich handelte es sich um einen Viadukt, welcher den Glasgow, Paisley and Johnstone Canal über das White Cart Water führte. Für den Bau des 1809 fertiggestellten Bauwerks zeichnet der Ingenieur Thomas Telford verantwortlich. Der Kanal wurde im Jahre 1811 eröffnet und schließlich 1881 geschlossen. Die Brücke wurde umgebaut und führte fortan eine Eisenbahnstrecke der Glasgow and South Western Railway über den Fluss.

## Beschreibung
Der 73 m lange Blackhall Railway Viaduct liegt im Südosten von Paisley. Er überspannt in einem einzelnen Bogen das White Cart Water. Dieser weist dabei eine Weite von rund 30 m auf. Das Mauerwerk besteht aus Naturstein, der in Quaderform gehauen wurde. Die zum Bau der Brüstungen verwendeten Steine sind profiliert.